# Уряд Бахрейну
Уряд Бахрейну — вищий орган виконавчої влади Бахрейну.

## Голова уряду
- Прем'єр-міністр — Халіфа ібн Салман аль-Халіфа (англ. Khalifa bin Salman Al Khalifa).
- Перший віце-прем'єр-міністр — Салман ібн Гамад аль-Халіфа (англ. Salman bin Hamad Al Khalifa).
- Віце-прем'єр-міністр — Алі ібн Халіфа ібн Салман аль-Халіфа (англ. Ali bin Khalifa bin Salman Al Khalifa).
- Віце-прем'єр-міністр — Джавад ібн Салім аль-Арайдх (англ. Jawad bin Salim al-Araidh).
- Віце-прем'єр-міністр — Халід ібн Абдалла аль-Халіфа (англ. Khalid bin Abdallah Al Khalifa).
- Віце-прем'єр-міністр — Мухаммад ібн Мубарак аль-Халіфа (англ. Muhammad bin Mubarak Al Khalifa).

## Кабінет міністрів
Склад чинного уряду подано станом на 23 березня 2016 року.
| Логотип | Міністерство                                           | Міністр | Фото | Час на посаді | Час на посаді | Партія | Партія | Вебсайт |
| ------- | ------------------------------------------------------ | --- | ---- | ------------- | ------------- | ------ | ------ | ------- |
|         | Міністерство внутрішніх справ                          | Рашид ібн Абдалла ібн Ахмад аль-Халіфа (Rashid bin Abdallah bin Ahmad Al Khalifa)                          |      |               |               |        |        |         |
|         | Міністерство енергетики                                | Абд аль-Хусейн Мірза (Abd al-Husayn Mirza)                                                                 |      |               |               |        |        |         |
|         | Міністерство житлово-комунального господарства         | Басім ібн Якуб аль-Гамар (Basim bin Yacub al-Hamar)                                                        |      |               |               |        |        |         |
|         | Міністерство з прав людини і соціального розвитку      | Файка ібн Саїд аль-Саліх (Fayqa bin Said al-Salih)                                                         |      |               |               |        |        |         |
|         | Міністерство закордонних справ                         | Халід бін Ахмед Аль Халіфа (Khalid bin Ahmad bin Muhammad Al Khalifa)                                      |      |               |               |        |        |         |
|         | Міністерство інформаційної політики                    | Алі ібн Мухаммад аль-Румайхі (Ali bin Muhammad al-Rumayhi)                                                 |      |               |               |        |        |         |
|         | Міністерство королівського суду                        | Халід ібн Ахмад ібн Салман аль-Халіфа (Khalid bin Ahmad bin Salman Al Khalifa)                             |      |               |               |        |        |         |
|         | Міністерство королівського суду для інших справ        | Ахмад ібн Атіяталла аль-Халіфа (Ahmad bin Atiyatallah Al Khalifa)                                          |      |               |               |        |        |         |
|         | Міністерство муніципальних справ і міського планування | Іссам ібн Абдалла Халаф (Issam bin Abdallah Khalaf)                                                        |      |               |               |        |        |         |
|         | Міністерство оборони                                   | Юсуф ібн Ахмад ібн Хусейн аль-Джалахма (Yusuf bin Ahmad bin Husayn al-Jalahma)                             |      |               |               |        |        |         |
|         | Міністерство освіти                                    | Маджид ібн Алі Гасн аль-Нуаймі (Majid bin Ali Hasan al-Nuaymi)                                             |      |               |               |        |        |         |
|         | Міністерство охорони здоров'я                          | Садік ібн Абд аль-Карім аль-Шихабі (Sadiq bin Abd al-Karim al-Shihabi)                                     |      |               |               |        |        |         |
|         | Міністерство праці                                     | Джаміль Мухаммад Алі Гумайдан (Jamil Muhammad Ali Humaydan)                                                |      |               |               |        |        |         |
|         | Міністерство промисловості й торгівлі                  | Заїд ібн Рашид аль-Заяні (Zayid bin Rashid al-Zayani)                                                      |      |               |               |        |        |         |
|         | Міністерство транспорту і телекомунікацій              | Кемаль ібн Ахмад Мухаммад (Kamal bin Ahmad Muhammad)                                                       |      |               |               |        |        |         |
|         | Міністерство у справах королівського суду              | Алі ібн Іса ібн Салман аль-Халіфа (Ali bin Isa bin Salman Al Khalifa)                                      |      |               |               |        |        |         |
|         | Міністерство у справах парламенту                      | Гахім ібн Фаділь аль-Буайнайн (Ghanim bin Fadhil al-Buaynayn)                                              |      |               |               |        |        |         |
|         | Міністерство фінансів                                  | Ахмад ібн Мухаммад ібн Гамад ібн Абдалла аль-Халіфа (Ahmad bin Muhammad bin Hamad bin Abdallah Al Khalifa) |      |               |               |        |        |         |
|         | Міністерство юстиції та справ ісламу                   | Халід ібн Алі аль-Халіфа (Khalid bin Ali Al Khalifa)                                                       |      |               |               |        |        |         |